# Primavera (Timóteo)
Primavera é um bairro do município brasileiro de Timóteo, no interior do estado de Minas Gerais. Localiza-se no distrito-sede, estando situado na Regional Sudeste. Segundo o censo demográfico de 2022, realizado pelo Instituto Brasileiro de Geografia e Estatística (IBGE), sua população era de 4 681 habitantes e havia 1 734 domicílios particulares permanentes ocupados.
De acordo com o IBGE, em 2010 a população era de 4 798 habitantes e havia 1 558 domicílios particulares.

## História e descrição

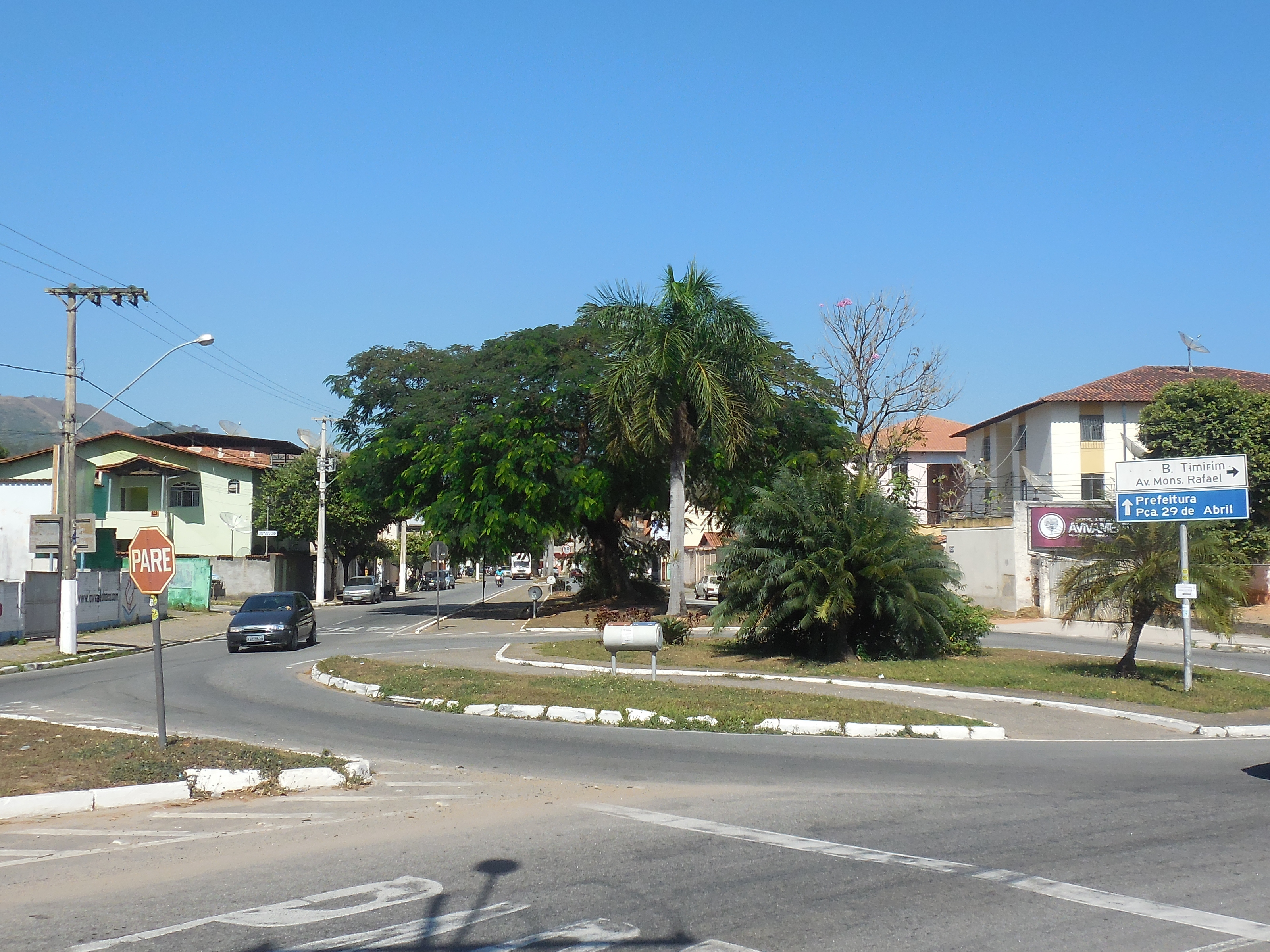
Avenida Acesita na entrada do bairro Primavera

O bairro foi criado com terras doadas pela Acesita (atual Aperam South America), sendo construído em uma parceria entre a prefeitura e o governo de Minas Gerais. Tratava-se de uma estratégia da empresa e da administração municipal de integrar os bairros da vila operária da Acesita e o núcleo urbano original de Timóteo (região do Centro-Sul). As plantas nas quais sua área consta pela primeira vez são datadas de 1969, porém a construção das moradias se arrastou por toda a década de 1970. O desenho urbano foi concebido por José Luiz Batista, arquiteto contratado pela Acesita.
A Acesita participou do começo das obras do bairro. Os lotes destinados às residências possuíam uma frente ampla e as casas eram térreas e possuíam varandas, características herdadas dos bairros da vila operária construídos até então. A fase final do projeto também incluiu a construção de 17 prédios residenciais de três andares, em um total de 204 apartamentos, além de um acréscimo de 28 casas. A execução do calçamento e urbanização foi realizada pela administração municipal antes de 1981.
O bairro é a porta de entrada para o projeto Oikós, uma área de revegetação da Aperam South America integrada ao Parque Estadual do Rio Doce (PERD) que atende às escolas e à comunidade da região com visitas, palestras, atividades ecológicas e dinâmicas, contando com trilhas e áreas de lazer dedicadas às crianças. No interior do Oikós está situada a estação meteorológica automática do Instituto Nacional de Meteorologia (INMET) da cidade. No Primavera também se encontra a Unidade de Pronto Atendimento (UPA) Geraldo dos Reis Ribeiro, inaugurada em 24 de janeiro de 2020.